# Planejamento fiscal
O planejamento fiscal (português brasileiro) ou planeamento fiscal (português europeu) é uma forma de minimizar os custos fiscais.
Sucintamente, o planejamento fiscal terá de respeitar a lei de forma integral, procurando no entanto negócios jurídicos com menor ou nula tributação.
Esta é uma atividade lícita, e devidamente tutelada na forma jurídica. Esta é um direito subjetivo do sujeito passivo, no que respeita as suas obrigações fiscais, mas é também fundamental para a seguranças das relações tributárias, juridicamente falando.Do ponto de vista dos contribuintes, quem usufrui do planeamento fiscal, o objectivo destes é a minimização da factura fiscal, pagando o mínimo de impostos.
Contudo, esta visão é demasiado simplista e redutora, carecendo de uma visão global da Economia. No caso mais específicos de empresas, o objectivo deveria ser a maximização do valor da empresa. Em casos extremos o não pagamentos de impostos pode ser conseguido pela ausência de facturação e de lucros. 
Planejamento fiscal também pode ser compreendido como "estratégias, planos tributários e sucessórios absolutamente legal e eficazes por meio da constituição de várias modalidades de “holdings”".

## Esquemas fiscais
Parte-se do princípio que o esquema ou actuação fiscal estão a coberto da legalidade e que podem ser exercidos, desde que dentro de determinadas regras. Essas regras aplicam-se a esquemas fiscais sobre IRS, IRC, IVA, IMI, IMT e Imposto de Selo, no caso Português. No caso Brasileiro explora-se opções de isenções e incentivos a impostos como IR, IPI, ICMS, PIS, COFINS e CSLL.  A concepção e implementação de esquemas fiscais é assim possível, mas as autoridades competentes devem ser informadas em prazo útil, pelos diversos agentes envolvidos, da participação em esquemas deste tipo.

## Planejamento fiscal abusivo
Os esquemas fiscais abusivos não são na sua génese considerados ilegais, aproveitando-se de lacunas  na legislação em vigor. São considerados abusivos aqueles que :
- Os que envolvam operações financeiras ou sobre seguros susceptíveis de determinar a requalificação do rendimento ou a altera alteração do beneficiário;
- Os que impliquem a utilização de prejuízos fiscais;
- Os que sejam propostos com cláusula de exclusão ou de limitação da responsabilidade em benefício do respectivo promotor.
São considerados ilegais os
comportamentos abusivos que caracterizam o chamado planejamento tributário
abusivo ou elusão fiscal. Tais práticas se revelam frequentemente por meio das seguintes
figuras jurídicas:
·        
Abuso de Direito: Dispõe o artigo 187 do Código
Civil Brasileiro (Lei nº 10.406/2002) que “Também comete ato ilícito o titular
de um direito que, ao exercê-lo, excede manifestamente os limites impostos pelo
seu fim econômico ou social, pela boa-fé, ou pelos bons costumes”.
·        
Fraude à Lei: Prevê o Código Civil Brasileiro (Lei
nº 10.406/2002), em seu art. 166, inciso VI: “É nulo o negócio jurídico quando
tiver por objetivo fraudar a lei imperativa”.
·        
Abuso de Forma: O abuso de forma pode ser identificado
na substituição de um negócio típico tributável por negócios indiretos
atípicos, ou por um conjunto de negócios estruturados em uma sequência lógica e
cronológica a fim de constituir um todo não tributável.